# Tytus Wojnowicz
Tytus Bohdan Wojnowicz (ur. 12 grudnia 1965 we Wrocławiu) – polski muzyk, oboista, nauczyciel akademicki.

## Życiorys
Lekcje skrzypiec pobierał od 7 roku życia, w wieku 15 lat zaczął grać na oboju. Ukończył Akademię Muzyczną im. Fryderyka Chopina w Warszawie w klasie oboju Stanisława Malikowskiego (1990). W latach 1991–1993 kontynuował studia w Staatliche Hochschule für Musik we Freiburgu u Heinza Holligera.
Od 1995 jest zatrudniony na Uniwersytecie Muzycznym Fryderyka Chopina, prowadząc klasę oboju współczesnego i historycznego. W 2002 otrzymał kwalifikację I stopnia, a w 2015 stopień doktora habilitowanego.
Wykonuje różnorodną muzykę – od poważnej, poprzez filmową aż po etniczną. 
Koncertował m.in. w Niemczech, Holandii, Wielkiej Brytanii, Szwajcarii, Czechach, Słowacji, na Tajwanie, w USA (m.in. w Carnegie Hall) oraz krajach Azji i Afryki. Występował w niemal wszystkich liczących się salach koncertowych Europy. Grał wraz z Nigelem Kennedy w ramach trasy koncertowej „The Bach & Vivaldi Experience”.
W latach 1996–2000 współpracował z Piotrem Rubikiem, który był producentem, aranżerem i kompozytorem większości popularnych utworów wykonywanych przez Wojnowicza w tym okresie.
W latach 1989–2001 był członkiem Warszawskiego Kwintetu Dętego, z którym nagrał 2 płyty. Występował także z wieloma orkiestrami, m.in. Polską Orkiestrą Radiową, Sinfonią Varsovia i Orkiestrą Filharmonii Narodowej, Concerto Avenna, Sinfonietta Cracovia, Orkiestrą Opery Kameralnej. 
Jest założycielem i kierownikiem artystycznym grupy „Ensemble de Narol”, której członkami są także Sebastian Aleksandrowicz, Tomasz Bińkowski, Anton Birula, Władysław Kłosiewicz, Grzegorz Lalek, Hanna Turonek, Leszek Wachnik, Ania Wandtke i Sebastian Wypych. Zespół gra kameralną muzykę poważną.

## Dyskografia

### Albumy
| Tytuł                       | Dane dot. albumu                                      | Certyfikat                      |
| --------------------------- | ----------------------------------------------------- | ------------------------------- |
| Tytus                       | - Data: 18 września 1996 - Wydawca: Columbia Records  | - POL: podwójna platynowa płyta |
| Ocalić od zapomnienia       | - Data: 1997 - Wydawca: Columbia Records              | - POL: złota płyta              |
| Christmas Time              | - Data: 20 listopada 1998 - Wydawca: Columbia Records |                                 |
| Telemann – Oboe concertos   | - Data: 1999 - Wydawca: Sony Music                    |                                 |
| Fonogram                    | - Data: 28 września 2000 - Wydawca: Sony Music        |                                 |
| Bach – Oboe concertos       | - Data: 30 listopada 2000 - Wydawca: Sony Music       |                                 |
| Ensemble de Narol           | - Data: 18 lutego 2005 - Wydawca: Fonografika         |                                 |
| Moja kolekcja               | - Data: 12 marca 2007 - Wydawca: Warner Music Poland  |                                 |
| Preclassical oboe concertos | - Data: 1 lipca 2011 - Wydawca: Warner Music Poland   |                                 |

### Single
| „Uwertura dla M.”            | 1996 | 15 | Tytus                 |
| „Tańcząc w słońcu”           | 1996 | 32 | Tytus                 |
| „Kaprys pana P.”             | 1997 | 35 | Tytus                 |
| „Takie ładne oczy”           | 1997 | 42 | Ocalić od zapomnienia |
| „Od nocy do nocy”            | 1997 | 49 | Ocalić od zapomnienia |
| „Kulig”                      | 1998 | 45 | Ocalić od zapomnienia |
| „–” singel nie był notowany. |      |    |                       |

### Gościnnie
| Album                           | Rok  | Utwór                                                  | Źródło |
| ------------------------------- | ---- | ------------------------------------------------------ | ------ |
| Michał Bajor – 95               | 1995 | „Kto mi powie”, „Czuję i trwam”, „Panie, który jesteś” | [ 15 ] |
| Małgorzata Ostrowska – Alchemia | 1999 | „Lawa”, „Miłość jest jak deszcz”, „Alchemia”           | [ 16 ] |
| Patrycja Markowska – Będę silna | 2001 | „Musisz być pierwszy”                                  | [ 17 ] |
| Piotr Rubik – Rubikon           | 2006 | „Tańcząc w Słońcu”, „Scherzo”                          | [ 18 ] |
| Carrion – El Meddah             | 2010 | „Nie bez wiary”                                        | [ 19 ] |